# 棚子

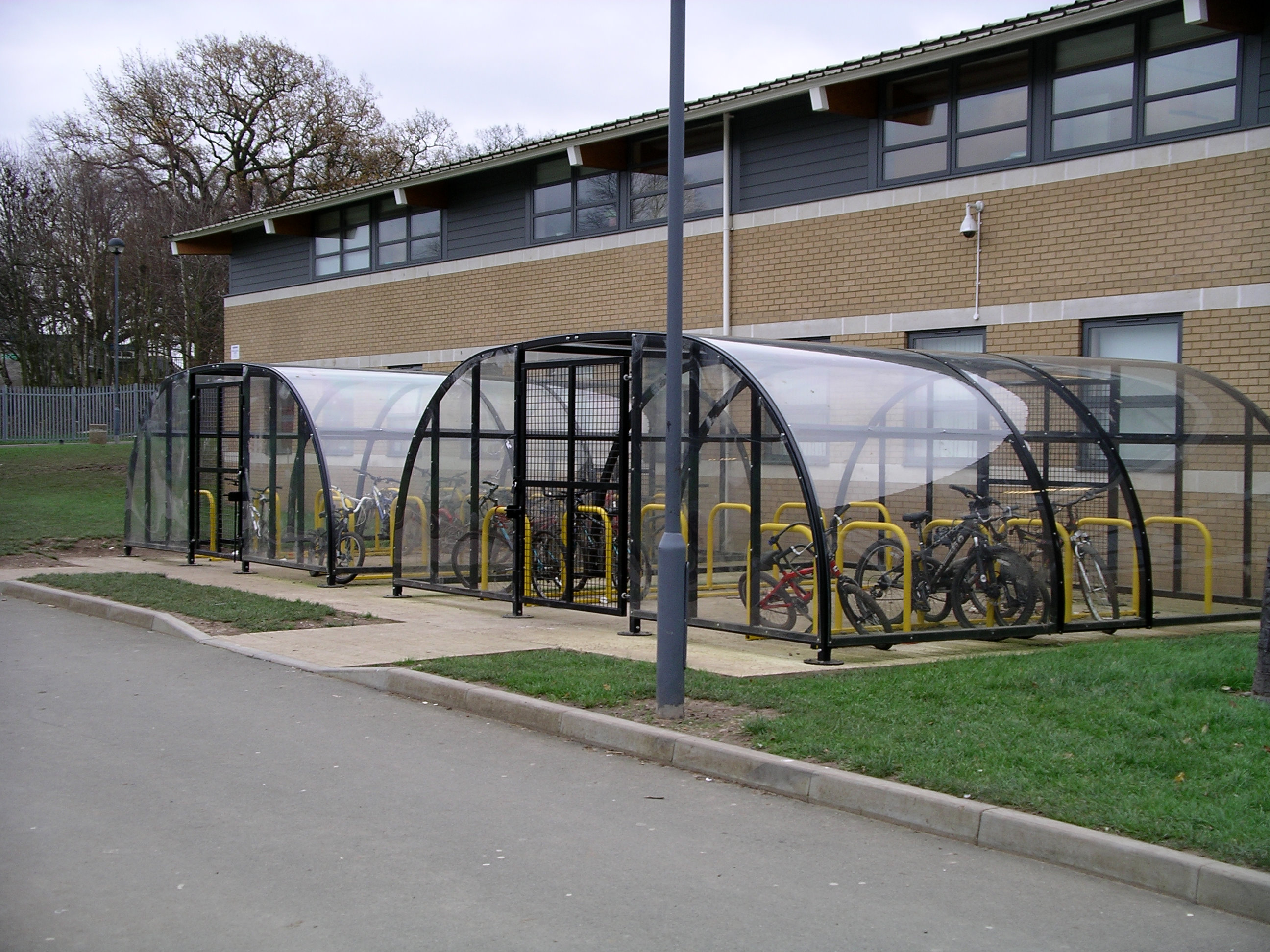
自行车棚

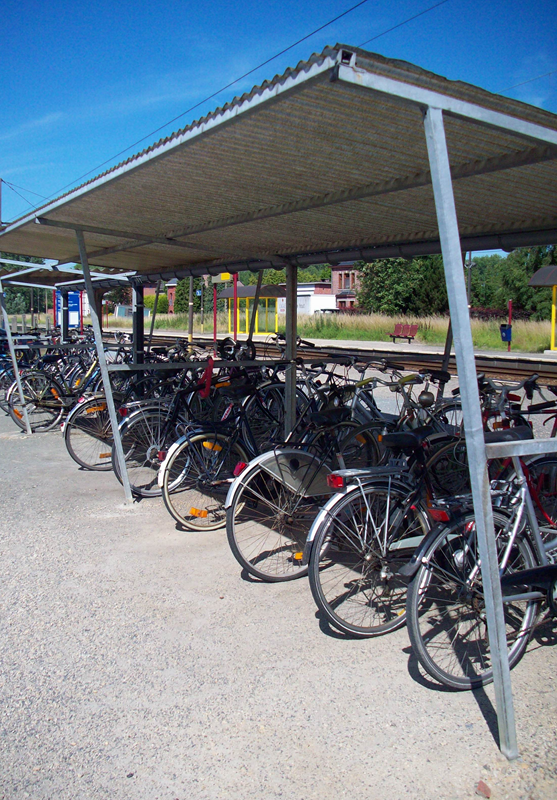
自行车棚

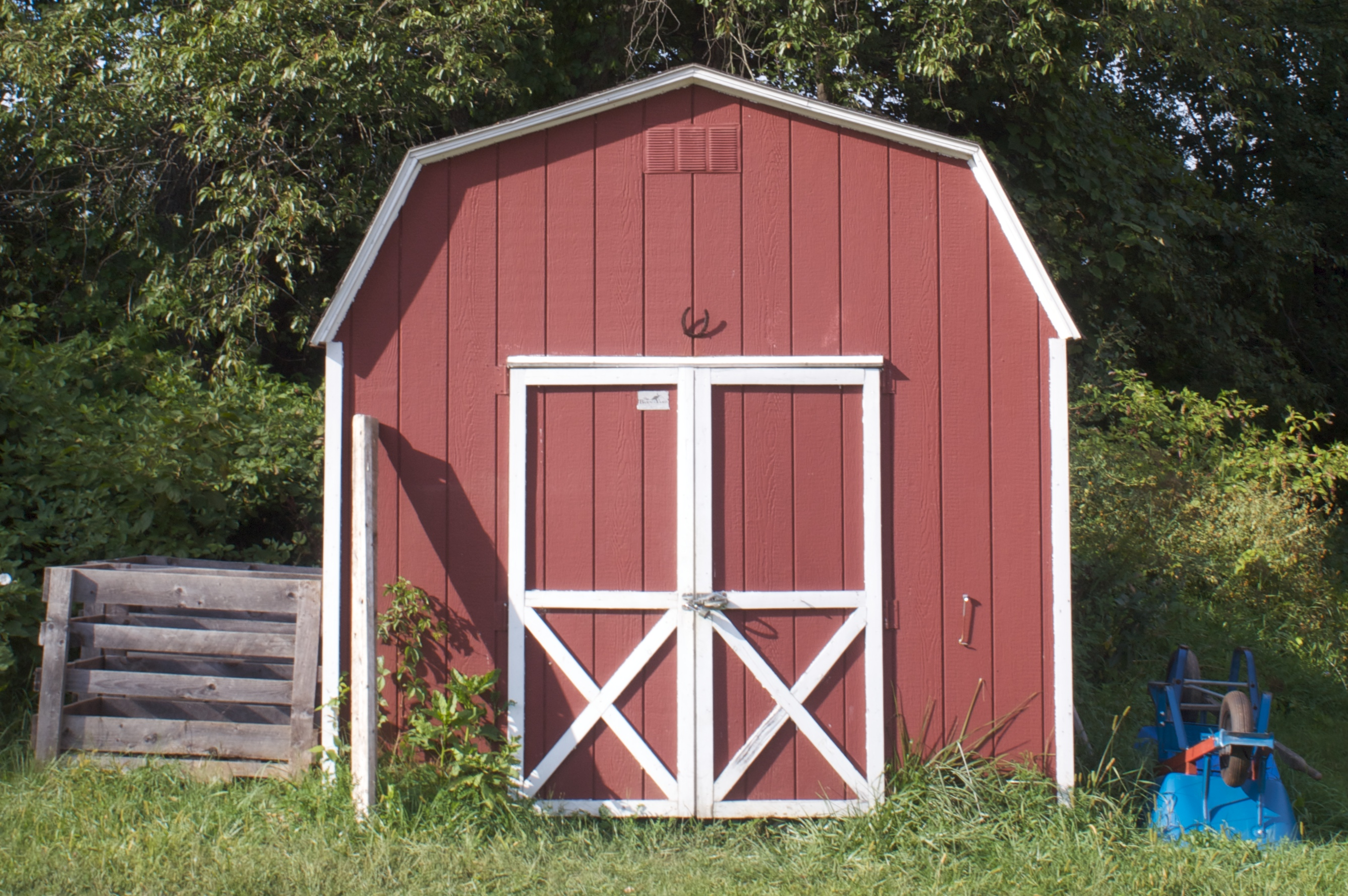
花园內的棚屋

棚子又稱棚屋，通常是一个简单、有屋顶、单层的房屋，一般位于后花园，用于存储以及停車。棚子的大小和结构各有不同，有的只是結構简单的敞开式棚子，目的是為自行车遮雨，而大型的木制结构棚子則有带瓦的屋顶、窗户和电源插座。棚子可以上锁，以防止儿童、家畜、野生动物等进入棚子內。